# بايتخت غلزار (قيلاب)
بایتخت غلزار (بالفارسية: پایتخت گلزار) هي قرية تقع في قسم قيلاب الريفي، بمقاطعة أنديمشك التابعة لمحافظة خوزستان، إيران. يقدر عدد سكانها بـ 143 نسمة حسب الإحصاء السكاني الذي تمّ في عام 2006.